# Теодорас Даукантас
Теодорас Даукантас (лит. Teodoras Daukantas, 20 вересня 1884, Санкт-Петербург, Російська імперія — 10 березня 1960, Буенос-Айрес, Аргентина) — литовський політичний і військовий діяч , бригадний генерал, а з 1936 року — генерал-лейтенант. Напередодні Другої світової війни та після неї підтримував український визвольний рух, зокрема, діяльність ОУН.

## Біографія
Теодорас Даукантас в 1903—1918 служив на флоті Російської імперії. Навчався у Морській школі в Петербурзі (1903—1906). Закінчив Петербурзьке військово-морське училище у 1914 році. Особиста відзнака срібна зірка по підготовці з військово-морської тактики. У 1913 році він опублікував «Захист Абу-Алауда», а в 1916 році «Нариси військово-морської тактики». Пізніше опублікував статті «Оборона берегів», «Війна на річках». Видав книги «Південь Бразилії» та «Наш шлях до Вільнюса».
Протягом 1919—1922 років служив в англійських та нідерландських торгових компаніях у Криму, на Кавказі та в Туреччині. Ходив по Чорному морі помічником капітана, а пізніше капітаном. Ймовірно, саме в цей період добре знайомиться з українцями та їхнім національно-визвольним рухом.
Повернувся до Литви у 1922 році. В наступні два роки був керівником наукової частини Вищих офіцерських курсів у Каунасі.
1922—1924 — Керівник наукової частини Вищих офіцерських курсів у Каунасі. З 18 червня 1924 року по 25 вересня 1925 року — міністр військових справ Литви в двох урядах поспіль (Х та ХІ кабінети міністрів Литви). 1926 року очолює Союз стрільців Литви (лит. Lietuvos šaulių sąjunga). Також був міністром національної оборони у XIV кабінету з 9 серпня 1927 по 6 жовтня 1928 року. Разом з генералом В. Нагіусом організував морську підготовчу школу. З 24 грудня 1926 по 11 серпня 1927 — Начальник Генерального штабу Збройних сил Литви.
Як писав у своєму щоденнику за 1927 рік американський дипломат Роберт Хейнгартнер, який служив у Литві, «полковник Даукантас, як кажуть, настільки могутній в армії, що жоден уряд не міг би протриматися й дня без його підтримки».
У 1928 році отримав звання бригадного генерала.
1936 року військове звання генерала змінилось на генерал-лейтенант.
З 1928 до 1930 року — депутат литовського парламенту (сейму). Одночасно з розвитком національної армії та парламентською роботою, у 1925—1930 та 1935—1936 роках, викладав географію в університеті Вітовта Великого (до 1930 заклад існував під назвою Литовський університет). Основа тема наукових досліджень та лекційних матеріалів значення Балтійського моря та морської промисловості для Литовської держави. Наприклад, у виданні «Klaipėda uostas» 1930 року, розглянув проблеми розвитку Клайпедського порту, заглибившись у технічні, економічні та природні умови цього порту.
Ці самі напрямки відстоював на державних посадах, коли у 1928—1930 роках був членом Державної ради. В 1930—1935 роках — Генеральний консул Литви в Ріо-де-Жанейро, Бразилія. Пізніше, уповноважений міністр у справах Південної Америки, де представляв свою країну у 1936—1939 роках. 20 жовтня 1932 року Даукантас підписав Договір № 3542 з Карлосом Сааведра Ламасом під егідою Ліги Європейських Націй, який забезпечив конвенцію або договір між Аргентинською Республікою та Незалежною Литовською Республікою щодо взаємності виплати компенсації за промислові аварії. Цей договір був підписаний у Буенос-Айресі 20 жовтня 1932 року. Даукантас був членом Державної ради, тимчасовим повіреним у справах Аргентини, Бразилії, Парагваю та Уругваю (1930-1935).
Після повернення до Литви продовжує викладацьку працю, а паралельно розгортає групи морських розвідників. Цьому сприяла його діяльність на посаді морського інспектора у Клайпеді 1936—1939 роках. Пізніше, став доцентом Вільнюського університету у 1941—1943 роках.
За першої російської окупації країн Балтії був заарештований 5 січня 1941 року. Під час ув'язнення піддавався тортурам. Отримав свободу 23 червня 1941 року завдяки вторгненню німецьких військ та поваленню московського окупаційного режиму. За німецької окупації був головою Комітету підтримки Вільнюса та місцевого литовського руху опору. За участь в литовському національному опорі розшукувався гестапо у 1942-1944 роках. У 1944 році виїхав до Німеччини. З 1944 року — секретар литовського посольства в Лондоні.
Після Другої світової війни не міг повернутись до Литви через повторну окупацією Москвою. Його родина - дружина та донька, опинились заручниками комуністичного режиму. Даукантас живе на нелегальному становищі. В 1949 році евакуюється до Аргентини, де він створив комітет поневолених націй, який пізніше отримав назву «Визволення Європи». Даукантас зміг об'єднати представників Азербайджану, Білорусі, Болгарії, Хорватії, Словаччини, Словенії, Естонії, Латвії, Грузії, Угорщини, Литви, Північного Кавказу, Румунії та України.
Помер у 1960 році у Буенос-Айресі під час проведення зборів хорватських самостійників. На його похоронах виступало троє українців, зокрема представник ОУН, який водночас був генеральним секретарем об'єднання «Визволення Європи».
У 1997 Теодора Даукантаса литовці перепоховали у литовському місті Кармелава.

## Академічний досвід
- 1925–1930 та 1935–1940 — доцент кафедри географії в університеті Вітовта Великого , Каунас.
- 1935–1937 — Викладач іспанської мови, Університет Вітовта Великого.
- 1941–1944 — Доцент географії Вільнюського університету, спеціальні курси про Південну Америку, Балтійське море та значення моря для Литовської держави.
- Викладач топографії та геодезії на Вищих військових офіцерських курсах, Каунас.

## Співпраця з ОУН
За урядування Даукантаса, на посаді міністра військових справ, УВО почала друкувати та нелегально завозити в Україну власний часопис «Сурма». Завдяки контактам з литовським урядом, через військового міністра, провідник ОУН та багато рядових учасників організації мали литовські паспорти та інші документи, які дозволяли подорожувати країнами Європи.
ОУН-івці згадували, що «будучи литовським представником в Буенос-Айресі завжди брав участь в українських святах державницького характеру». Саме тоді в Латинській Америці ОУН почала формувати свої бойові підрозділи.
У грудні 1937 році на засіданні Проводу Українських Націоналістів за участю членів військової референтури ОУН Євген Коновалець розповів, що при штабі литовської армії «вишколюється старшинська кадра будучої Української Армії та загони розвідників».
ОУН в некролозі Даукантаса писала, що генерал в міжвоєнний період очолював литовську Воєнну академію в Ковні, тобто Каунасі.

## Сім'я

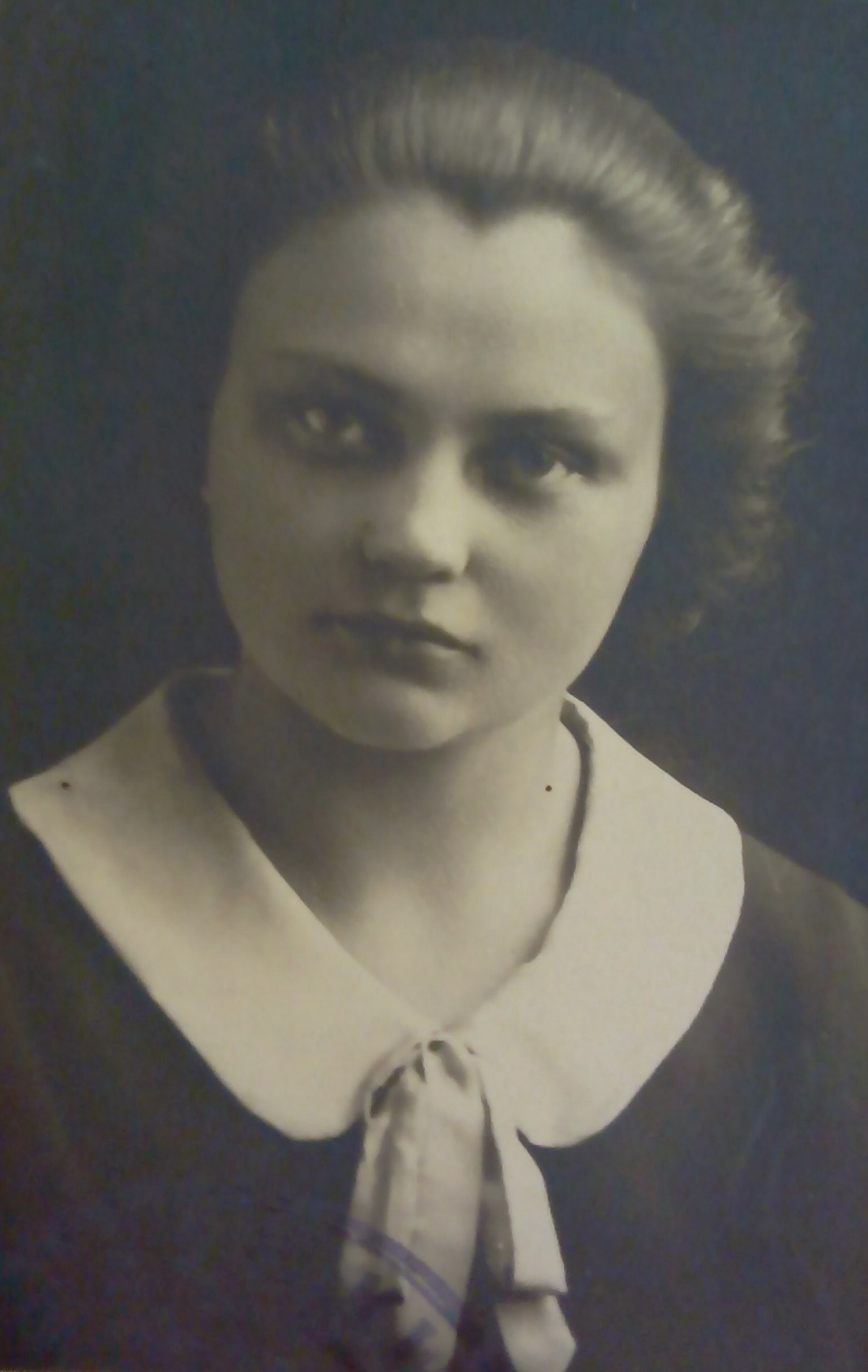
Петронела Чювінскайте Даукантас, 1927 рік

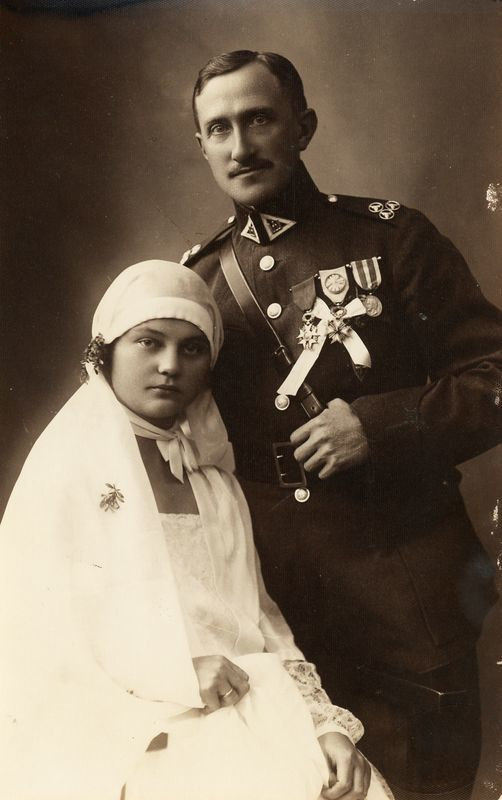
Теодорас Даукантас з дружиною Петронелою Чювінскайте, 1927 рік

В 1927 році одружився з Петронелою Чювінскайте (1904-1995), яка походила з селянської родини. Її батьками були Пранціскус Чювінскас і Агота Рочуте.
В 1928 році в них народилась перша донька Марія Дангуоле Даукантас. Померла у 1938 році у віці 10 років.
В 1930 році у сім'ї народилась друга донька - Дайна Вікторія Даукантас.
Російські комуністичні спецслужби переслідували родину генерала Теодора Даукантаса. На самого генерала з 1945 по 1954 була заведена агентурно-розшукова справа. Вона була закрита лише після підтвердження проживання за кордоном в Аргентині.
Сім'я генерала з 22 травня 1948 року була вислана з Литви на заслання до Красноярського краю. В 1957 році звільнені. Повернулись із заслання до Литви лише в 1961 році.
Дружина генерала Петронела Чювінскайте Даукантас померла у 1995 році. Похована у Кулаутуві, муніципалітет Каунаського району, Каунаський повіт, Литва.